# Halidsor

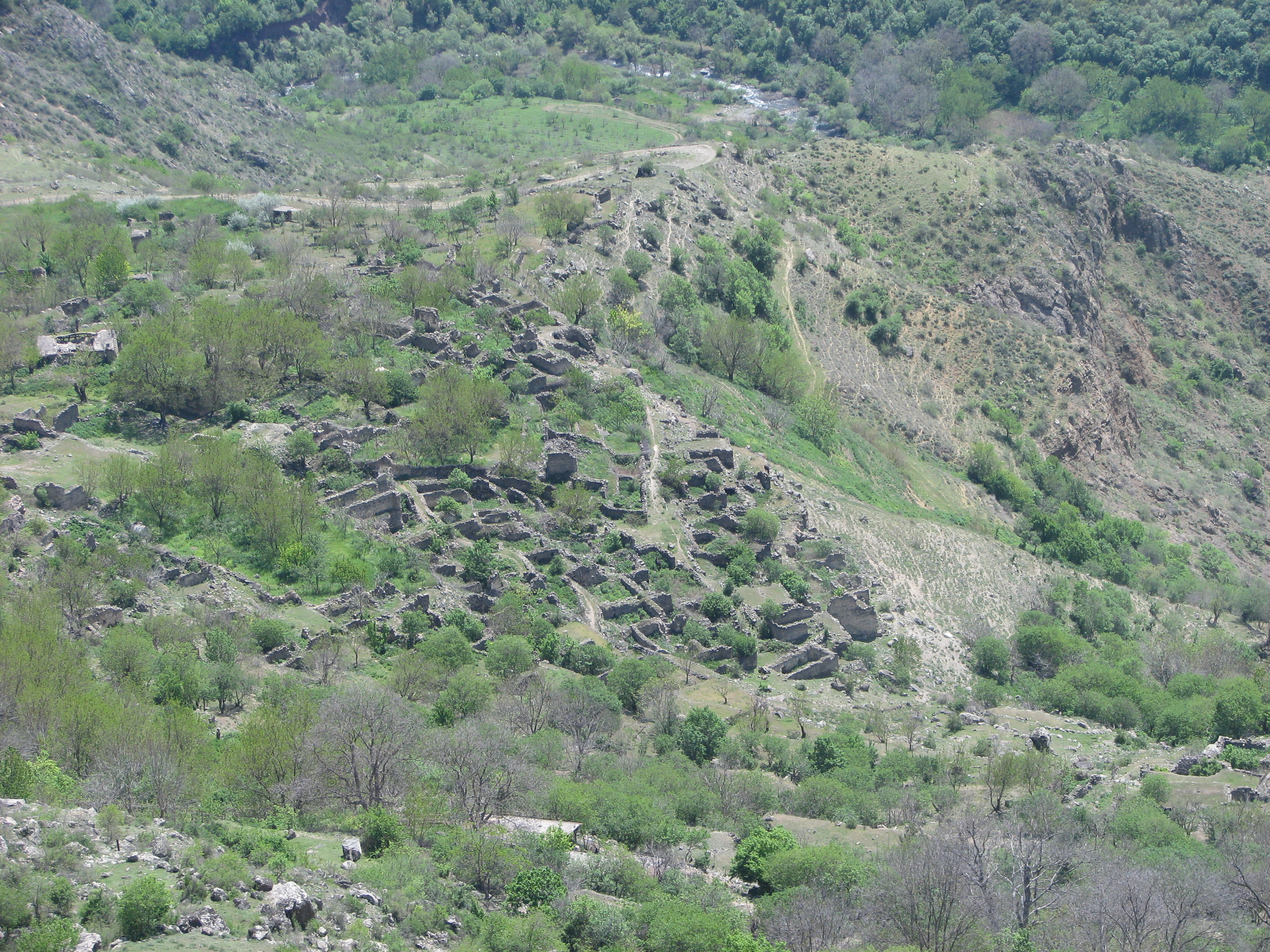
Die Ruinen von Halidsor

Die im 17. Jahrhundert erbaute Festung Halidsor (armenisch Հալիձորի բերդ Halidsori berd) steht nahe Kapan, der Hauptstadt der südarmenischen Provinz Sjunik.  

## Lage
Die Festung liegt etwa fünf Kilometer westlich des Zentrums von Kapan auf einem Hügel oberhalb des Flusses Voghdschi etwa 983 Meter über dem Meeresspiegel.   

## Beschreibung

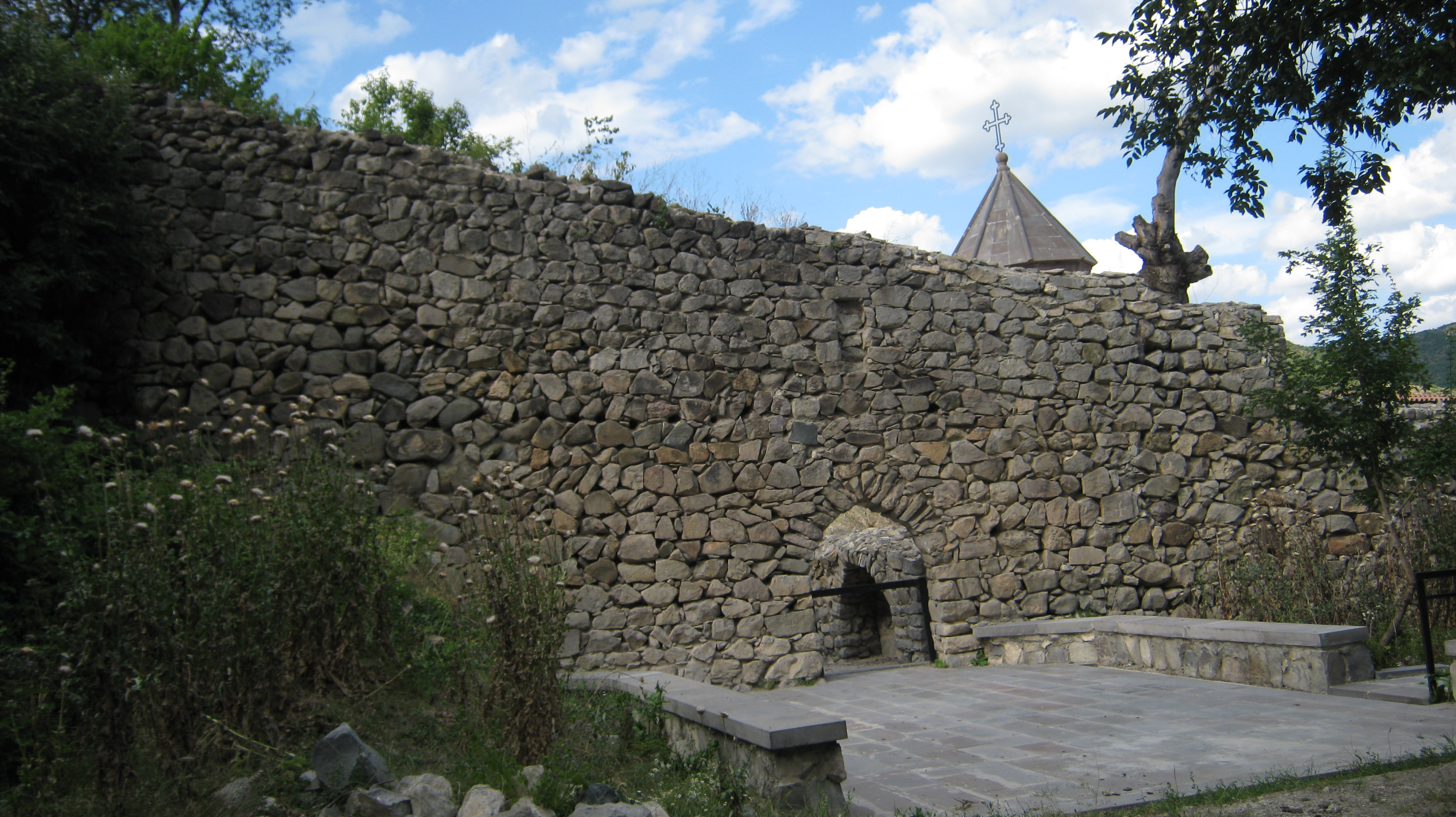
Blick auf die wiedererrichteten Mauern

Die Mauern der Festung bilden ein unregelmäßiges Viereck. Die Anlage kann über Tore im Norden und Süden der Festung betreten werden. An der südwestlichen Ecke der Festungsmauer steht ein Turm. Innerhalb des Mauerrings stehen die Ruinen der Kirche von S. Minas und einer Kapelle sowie die Fundamente mehrerer Gebäude.

## Geschichte
Halidsor wurde im 17. Jahrhundert als Nonnenkloster gegründet. Die Anlage ist daher auch als Kloster Halidsor bekannt. Durch ihre Lage galt die Festung als uneinnehmbar. Der armenische Freiheitskämpfer Davit Bek organisierte im frühen 18. Jahrhundert von hier aus den Widerstand gegen das Osmanische Reich. Im Jahre 1723 zog er sich mit 300 Freiwilligen in die Festung zurück und hielt einer Belagerung durch eine 70.000 Mann starke osmanische Armee für sieben Tage stand. Möglich war dies durch einen geheimen, etwa 500 Meter langen Tunnel, der zum Fluss führte und so die Wasserversorgung der Eingeschlossenen sicherte. Weil die Lage wegen fehlender Nahrungsvorräte dennoch hoffnungslos erschien, schickte Bek seine Männer zu einem letzten Gefecht gegen die Türken. Der Überraschungsangriff gelang, die Türken zogen sich zurück. 1728 verstarb Bek an den Folgen einer Krankheit auf der Festung und wurde dort wohl auf dem Friedhof vor der Burg begraben. Kurz darauf eroberte die osmanische Armee Halidsor.